# Zhaoqing
Zhaoqing (kinesisk: 肇庆; pinyin: Zhàoqìng) er en by på præfekturniveau i den nordvestlige del af  provinsen Guangdong i Kina. Befolkningen anslås (2004) til 3.910.000 mennesker, hvoraf 331.000 bor i selve byen. Zhaoqing har et areal på 15.056 km², hvilket giver en befolkningstæthed på 2.101,12 indb./km² .

## Geografi
Hovedbyen Duanzhou ligger omkring 90 km vest for Guangdongs hovedstad Guangzhou. Den ligger ved  Vestfloden, som omslutter byen på tre sider. På den modsatte, sydlige bred ligger byen Gaoyao, der også er en del af bypræfekturet Zhaoqing.

## Administrative enheder
Zhaoqing består af to bydistrikter, fire amter og to byamter:
- Bydistriktet Duanzhou (端州区), 152 km², ca. 320.000 indbyggere;
- Bydistriktet Dinghu (鼎湖区), 506 km², ca. 150.000 indbyggere;
- Amtet Guangning (广宁县), 2.380 km², ca. 540.000 indbyggere;
- Amtet Huaiji (怀集县), 3.573 km², ca. 930.000 indbyggere;
- Amtet Fengkai (封开县), 2.723 km², ca. 470.000 indbyggere;
- Amtet Deqing (德庆县), 2.258 km², ca. 350.000 indbyggere;
- Byamtet  Gaoyao (高要市), 2.206 km², ca. 730.000 indbyggere;
- Byamtet  Sihui (四会市), 1.258 km², ca. 420.000 indbyggere.

## Trafik
Kinas rigsvej 321 løber gennem området. Den fører fra Guangzhou via blandt andet Wenzhou og Guilin til Chengdu, hovedstaden i provinsen Sichuan.
Kinas rigsvej324 fører gennem området. Den går fra Fuzhou i provinsen Fujian og gennem Guangdong, Guangxi, Guizhou, og ender i Kunming i Yunnan.
23°3′N 112°27′Ø / 23.050°N 112.450°Ø